# John Stewart (DC Comics)
John Stewart es un personaje ficticio del universo de DC Comics, creado por el escritor Dennis O'Neil y el dibujante Neal Adams. Apareció por primera vez en Green Lantern #87 en 1971. Stewart es uno de los superhéroes más conocidos de DC Comics, y es reconocido como uno de los portadores del anillo de poder del Green Lantern Corps, siendo el segundo Green Lantern de la Tierra después de Hal Jordan.
John Stewart es un ex-marine y arquitecto de profesión, cuya habilidad para tomar decisiones rápidas y estratégicas lo convierte en un líder natural. Su personalidad seria y disciplinada lo diferencia de otros Green Lanterns, y es a menudo retratado como un hombre de principios y gran sentido de responsabilidad. A lo largo de los años, Stewart ha sido miembro destacado de la Liga de la Justicia y ha sido un pilar en muchas historias tanto en los cómics como en diversas adaptaciones de animación, destacándose por su inteligencia, habilidades de combate y su dedicación al deber.
Su historia también incluye una profunda exploración de temas como la superación personal y el conflicto interno, especialmente cuando enfrenta situaciones difíciles como el asesinato de su amigo y compañero de equipo, el Green Lantern Guy Gardner, en una de sus tramas más conocidas. A lo largo de su carrera como Green Lantern, Stewart ha demostrado ser un héroe muy respetado, con una visión del deber y la justicia que lo ha convertido en un miembro fundamental del Green Lantern Corps.
El diseño original de Stewart se basó en el actor Sidney Poitier. El actor británico Aaron Pierre interpreta a John Stewart en el franquicia cinematográfica Universo DC (DCU), debutando en la serie Lanterns.

## Historia de publicación
John Stewart debutó en Linterna Verde vol. 2 #87 cuando al artista Neal Adams se le ocurrió la idea de un sustituto de Linterna Verde. La decisión de hacerlo de piel oscura al personaje fue resultado de una conversación entre Adams y el editor Julius Schwartz, en la que Adams relata diciendo que dada la composición racial de la población mundial, "debemos tener un Linterna Verde negro, no porque nosotros seamos liberales, sino porque tiene sentido."
John Stewart se ha convertido en un personaje recurrente importante en la mitología de Linterna Verde en el Universo DC. Fue protagonista en el cómic Green Lantern: Mosaic, de que DC publicó 18 volúmenes entre junio de 1992 y noviembre de 1993. Además, fue el personaje principal en Linterna Verde vol. 2 desde los volúmenes #182 al #200, cuando Hal Jordan renunció a su puesto en el Cuerpo de Linterna Verde (1984-1986). Continuó a protagonizar el libro cuando el título cambió a The Green Lantern Corps desde el volumen #201 a #224 (1986 - 1988). Fue el primer superhéroe negro de DC.
Fue presentado como uno de los personajes principales en la caricatura de televisión Liga de la Justicia desde 2001 hasta 2004. Él continuó apareciendo como un personaje importante en la secuela del show de 2004-2006, Liga de la Justicia Ilimitada. A partir de 2013, John Stewart es el personaje principal de la serie de cómics Green Lantern Corps.

## Biografía del personaje ficticio

### Primeros años
John Stewart es un arquitecto y Marine de E.U. veterano de Detroit, Míchigan, quien fue seleccionado por los Guardianes como un Linterna Verde de respaldo del entonces actual Linterna Verde Hal Jordan, después de que el respaldo anterior, Guy Gardner, resultó gravemente herido después ser atropellado por un coche mientras intentaba salvar a un civil. Aunque Jordan se opuso a la decisión después de ver que Stewart tenía una actitud beligerante a las figuras de autoridad, los Guardianes reafirmaron su decisión, y reprendieron a Jordan por su actitud intolerante supuesta en el volumen. Jordan explicó que él sólo sintió que aunque Stewart podría tener la integridad para la tarea, "obviamente tendría un chip en su hombro más grande que la roca de Gibraltar".
La opinión de Jordan fue que la primera misión de Stewart empezaría mal. Su misión era proteger a un político racista, y Stewart, mientras evita un accidente, se aprovechó de la situación para avergonzar a Jordan en el proceso. Cuando un asesino le dispara al político, Stewart no interviene con Jordan en respuesta al ataque, que inicialmente hace parecer sospechoso a Stewart. Sin embargo, resulta que Stewart tenía buenas razones para esta aparente negligencia en el cumplimiento del deber, porque él evitaba que un hombre armado mate a un policía en el estacionamiento exterior en el evento, mientras que Jordan estaba persiguiendo un señuelo. Cuando Jordan se enfrenta a Stewart sobre sus acciones, Stewart explica que el político había organizado el ataque para sacar provecho político. Jordan entonces concluye que Stewart era un excelente recluta y ha demostrado su valía.
Desde hace algún tiempo, Stewart ocasionalmente registrarsedo como Linterna Verde cuando Jordan estaba disponible, incluyendo algunas misiones de la Liga de la Justicia.
Después de que Jordan dejó de ser Linterna Verde en los 1980s, los Guardianes seleccionaron a Stewart para un servicio de tiempo completo. Stewart llenó ese papel por algunos años. Durante ese periodo trabajó como arquitecto en la Compañía de Aviones Ferris, luchó contra muchos villanos de Linterna Verde, y luchó contra las fuerzas del Anti-Monitor durante la Crisis en las Tierras Infinitas. John fue entrenado en el uso de su anillo de poder por Katma Tui, la Linterna Verde del planeta Korugar. El dúo pasó muchas aventuras juntos y finalmente se enamoraron. Kat y John fueron a servir en el Cuerpo de Linterna Verde de la Tierra junto a Hal Jordan, Arisia, Kilowog, Salaak, y otros Linternas Verdes alienígenas, tiempo durante el cual se casaron.
Después de que el anillo de John quedó impotente a través de los planes de Sinestro y Katma Tui fue asesinada a manos de la loca Zafiro Estelar, la vida de Stewart comenzó a desentrañarse, primero fue falsamente acusado de matar a Carol Ferris, el alter ego de Zafiro Estelar, y luego falsamente acusado de robo por Namibia del Sur (una nación ficticia dentro del universo DC similar a la Sudáfrica de la era del apartheid). Encarcelado y torturado en Namibia del Sur durante semanas, John se liberó con su viejo anillo, ahora recargado gracias a los esfuerzos de Hal Jordan. En su huida, John libera inadvertidamente a un asesino en serie y un terrorista. Cuando Jordan enfrenta a John sobre sus acciones, los dos amigos llegan a las manos hasta que John se da cuenta de que los "revolucionarios" que había estado ayudando pretendían asesinar a civiles inocentes.

### Cosmic Odyssey
Después, John dejó la Tierra por el espacio, donde participó en el evento de la miniserie Odisea Cósmica, y no pudo evitar la destrucción del planeta Xanshi por un avatar de la Ecuación Anti-Vida. El incidente le valió la ira de J'onn J'onzz el Detective Marciano, que estaba con él en ese momento. Esta serie de tragedias dejó a John destrozado y al borde del suicidio y creó a la villana conocida como Fatality. J'onn J'onzz lo ha perdonado, al menos civilmente.

### Green Lantern: Mosaic
John finalmente se perdonó a sí mismo por sus errores del pasado y se convirtió en un héroe más complejo y más fuerte cuando se convirtió en el guardián del "Mundo Mosaico", un mosaico de comunidades de varios planetas que habían sido traídos a Oa por un Guardián loco que había invadido la mente de John. Aunque amargo y sombrío en su misión al principio, se sobrepuso a esto y, con su formidable intelecto y talento para el pensamiento no convencional, Stewart convirtió el Mosaico en una nueva sociedad y, finalmente, se convirtió en el primer Guardián del Universo mortal, conocido como el Maestro Constructor. Como su recompensa para este nuevo nivel de conciencia, John se reunió con su difunta esposa, Katma Tui. Sin embargo, la tragedia golpeó una vez más y Hal Jordan, poseído por Parallax, destruyó a los Guardianes y la Batería Central de Poder, robándole a John sus nuevos poderes y su esposa resucitada.

### Los Darkstars y más allá
Tras "Emerald Twilight" y el colapso del Cuerpo de Linterna Verde, Stewart fue reclutado por los Controladores para comandar a los Darkstars, otra fuerza de paz interestelar. Usando los nuevos recursos a su disposición, Stewart evacuó las ciudades del Mosaico de Oa antes de su destrucción y sirvió a los Darkstars con distinción hasta que fue paralizado en la batalla con Grayven en el planeta Rann. Stewart finalmente recuperó el uso de sus piernas como un regalo de despedida de Jordan antes de que se sacrificara para destruir al Comesoles durante la historia de 1996 "The Final Night". Como resultado de que Jordan lo cura, comenzó a exponer ráfagas aleatorias de la energía de sus manos que era capaz de descargar en tres ocasiones diferentes. A pesar de que se le había negado inicialmente un nuevo anillo de Linterna Verde meses antes, finalmente aceptó uno nuevo confiado a Kyle Rayner por un Hal Jordan perdido, y se unió a la Liga de la Justicia para reemplazar a Rayner cuando se tomó una excedencia de la Tierra.(Linterna Verde vol. 3 155-156) [cita requerida]

### Green Lantern: Rebirth
Con el regreso de Hal Jordan y los Guardianes, el Cuerpo en el Oriente Medio se ha reorganizado. Cada sector del espacio tiene ahora dos Linternas Verdes asignado al mismo, y Stewart y Jordan comparten ahora el deber regular para el sector de la Tierra, 2814. Después de la disolución de la Liga de la Justicia a raíz de las eventos descritos en la miniserie de 2004 Crisis de Identidad, y la destrucción de su sede de la Atalaya en la luna, Stewart ha comenzado a desempeñar un papel más importante en asuntos metahumanos, trabajando con muchos exmiembros de la Liga de Justicia.
Durante la historia “52”, John Stewart junto a Hal Jordan participan en uno de los primeros enfrentamientos post-Libertad de Tratado de Poder. Después de una batalla con el Gran Diez y Black Adam, John y Hal son escoltados al espacio aéreo de Rusia por la Brigada Cohete Rojo.
Durante la apertura de la historia One Year Later de Linterna Verde, Hal Jordan le dice a Flecha Verde que John Stewart está en una misión secreta fuera del mundo. Los detalles de que John Stewart se disfrazó como el cazador de recompensas "Hambre de Perro" para encubrirse en Europa. Cuando John se entera de que Hal Jordan es capturado por Amon Sur y Loragg, él se va a rescatarlo. Esto llevó a un enfrentamiento con Amon Sur, que resulta ser el hijo de su predecesor, Abin Sur. Durante la lucha, Amon recibe un anillo de los Sinestro Corps y se desvanece.
En Liga de la Justicia de América vol. 2, #7, él y Wonder Woman diseñaron una de las nuevas sedes de la Liga, El Salón. John después retoma su papel como residente de la Liga Linterna Verde a petición de Hal Jordan.

### Sinestro Corps War
En Green Lantern: Sinestro Corps Special, el Cuerpo de Linterna Verde son atacados por Bedovian, el francotirador de los Sinestro Corps, que es capaz de liquidar un objetivo desde tres sectores de distancia, todo desde el interior de un Comesoles rojo. Después que Bedovian acaba con varios Linternas Verdes, John Stewart usa su anillo de poder como un rifle de francotirador con aumento para rastrear los sectores cercanos. Al final descubre el escondite de Bedovian y le dispara. Como miembro del Cuerpo de Linterna Verde se le prohibió matar seres sintientes en ese momento, Bedovian sobrevivió al ataque, como se ha visto recientemente en el crossover Blackest Night. John y Guy Gardner son capturados por Lyssa Drak y llevado de vuelta a Qward, donde los dos Linternas están cautivos. Hal logra derrotar a Lyssa y libera a John y Guy de sus pesadillas, mientras que los Linternas Perdidos recuperan a Ion. Los Linternas con base en la Tierra vuelven a casa, sólo para encontrar que la Nueva Tierra, como el centro del Multiverso, es el próximo objetivo de los Sinestro Corps.
Los Sinestro Corps y los Detectives invaden la Tierra. El Superman Cyborg y Superboy Prime atacan a Superman, mientras que Hal se enfrenta a Parallax, que ha poseído a Kyle Rayner, justo antes de que éste está a punto de matar a la familia de Hal. John le ordena a Guy recuperar una pintura de la madre de Kyle Rayner. Cuando Parallax absorbe a Hal dentro de sí mismo, John mira con un shock repentino. Guy vuelve y mete la pintura en el ojo de Parallax, permitiéndole a Hal usarla para ayudar a Kyle a superar sus miedos y expulsar a Parallax. Ahora, en su forma original, Parallax es contenido por Ganthet y Sayd dentro de las baterías de poder de Hal, John, Guy, y Kyle. Ganthet y Sayd revelan que ya no son Guardianes. Ganthet le da a Kyle un nuevo anillo de poder y le pide a Kyle que lo convierta en un Linterna Verde de nuevo, a lo que él accede. Los cuatro se apuran para terminar la lucha. A sugerencia de Guy Gardner, John y los otros Linternas utilizan el Mundoguerra como una granada gigantesca, hiriendo gravemente al Anti-Monitor, que después es arrojado al espacio por Superboy-Prime.
John Stewart presenció a Guy siendo infectado por el miembro de Sinestro Corps, que es un virus vivo, llamado Despotellis, y le pidió a Soranik Natu que ayude a Guy. Soranik utiliza el virus de la viruela del Cuerpo de Linterna Verde llamado Leezle Pon, que detiene a Despotellis. John Stewart fue luego abordado por los Guardianes para convertirse en uno de los Linternas Alfa, una nueva división del Cuerpo dedicado a los asuntos internos de los Cuerpos. Stewart, deseando más información sobre el secreto de las profecías prohibidas, declinó la oferta, para extrema decepción de los Guardianes.
También se ha revelado que John sirvió en el Cuerpo de Marines como un francotirador antes de convertirse en un arquitecto. Si bien la idea de John siendo un ex infante de marina fue tomada de la caricatura Liga de la Justicia, el ángulo de francotirador es una nueva adición al fondo del personaje. Durante su tiempo en los Marines, John conoció al entonces joven Hal Jordan cuando él estaba en la Fuerza Aérea antes de que ambos se unieran al Cuerpo de Linterna Verde.
Durante la historia Rage of the Red Lanterns, John Stewart es uno de los guardias asignados para escoltar a Sinestro a Korugar para ser ejecutado. Sin embargo, los Linternas Verdes son emboscados por los Sinestro Corps y luego el Cuerpo de Linterna Roja en Atrocitus. A los Linternas Verdes los dejan morir en el espacio después de que Atrocitus captura a Sinestro, pero es salvado por San Walker del Cuerpo de Linterna Azul. John, sin embargo, es infectado con la rabia de los Linternas Rojas. Saint Walker evoca una construcción de energía azul de Katma Tui, que sana a John y lo tranquiliza mostrándole una visión de volar con Katma. John más tarde le dice a Kilowog que él va a ver a Katma de nuevo, diciéndole que "el universo así lo dijo". En ese mismo volumen, Fatality se convierte en un Zafiro Estelar, y le ordena a su anillo que localice a John Stewart. Cuando ella sigue la pista de John, ella le dice que lo perdona y lo besa. Antes de partir, ella anima a John a perdonarse a sí mismo por lo que le pasó a Xanshi.

### Trinity
Stewart aparece en la serie Trinity. Él es el que ataque primero a la criatura alienígena Konvikt, pero cuando está a punto de derrotarlo, su concentración de repente se rompe, y comienza a murmurar incoherencias en código binario. Un momento después, genera espontáneamente armas complejas de su cuerpo, por medios no relacionados con su anillo. Más tarde, él intenta esforzarse demasiado para saber cómo generó esas armas al correr una sesión de entrenamiento brutal contra Truenos Qwardian holográficos, lo que no funciona. Más tarde le muestra a Firestorm la maquinaria utilizada para monitorear el Huevo Cósmico que encarcela a Krona, pero al salir de nuevo, sufre una recaída y comienza a generar cuchillos desde su uniforme, y se revela que todo el sistema está roto.
Más tarde, a bordo del satélite del Sindicato del Crimen de la Tierra Antimateria, de nuevo pierde el control y casi hace caer el satélite con sus disparos. Se revela que estos vertidos son causados debido a la absorción de John de una superarma Qwardiana, el Perro del Vacío, que ha estado tratando de escapar de su contención, o al menos tomar el control de Stewart. Después de los efectos devastadores y barredores del hechizo diseñado por Morgana le Fey y Enigma, se le ve en una Tierra bajo el control de una Sociedad de la Justicia totalitaria, donde están prohibidos todos los Linternas Verdes. Con el tiempo se empieza a romper, y con el Perro del Vacío ganando suficiente se aferran a él para obligarlo a crear un agujero negro que lo obliga a volver a la Tierra, no tiene más remedio que cumplirlo. El Perro del Vacío demuestra ser más tarde un siervo de Krona, y su control sobre John se rompe cuando Krona es derrotado.

### Worlds Collide
Después de una batalla masiva entre la LJA y el Gabinete de la Sombra, John decide quedarse con la Liga a pesar de que muchos de sus miembros eligen dejarla. Después de que Kimiyo Hoshi desaparece mientras rastrea al Ladrón de Sombras, John chantajea al vigilante armado Hardware para que ayude al equipo a seguir su rastro. La Liga llega al Himalaya, descubriendo que el amigo de Kimiyo y Superman Icon participa en una feroz batalla con el vampiro cósmico conocido como Starbreaker. La LJA derrota a Starbreaker, y John toma un permiso de ausencia para ir a Xanshi.

### Blackest Night
Cuando John visita la tumba del planeta Xanshi, miles de anillos negros vuelan a los escombros planetarios, y reconstituyen todo el planeta. El propio Xanshi luego le habla a John, diciéndole "Yo puedo ayudarte a salvarlos." Contra su mejor juicio, John desciende a la superficie del planeta. Una vez que llega a la superficie, John se encuentra enfrentado por Katma Tui y toda la población de Xanshi como linternas negras. Mientras los combatía a todos, Katma intenta debilitar a John afirmando que él causó la destrucción del planeta. Sin embargo, John, espoleado por las palabras de Fatality, dice que él no fue la causa de todo y logra repeler a los linternas negras. Después de escapar de la atmósfera de Xanshi, John se da cuenta de que el planeta se dirige hacia la Tierra, junto con cada linterna negra en el universo, y contacta a Hal, advirtiéndole de la amenaza inminente. Más tarde, John es salvado por los esfuerzos combinados de los distintos cuerpos de las linternas, que acababan de llegar para combatir a los linternas negras.

### Brightest Day
En los eventos de Brightest Day, John es visto en Oa, supervisando la demolición de los edificios que quedan en ruinas después del ataque de linternas negras, y planificando la reconstrucción. De repente, es llamado a la cámara de los Guardianes, donde le ordenan unirse a la Linterna Alfa Boodikka en la misión al planeta robot Grenda, el hogar de Stel, donde las comunicaciones cesaron abruptamente sin explicación, y el linterna Stel y la población están desaparecidos. John accede y se va con Boodikka.
Después de llegar al planeta, los dos confirmaron el reporte de los Guardianes: toda la población ha desaparecido misteriosamente. John le pide a Boodikka si algo de su yo más viejo sigue estando a pesar de ser convertido en un Linterna Alfa, después ella le pregunta por qué se negó a unirse a los Linternas Alfa. Boodikka responde que sus cambios son sólo físicos, y ella todavía tiene su antigua personalidad; John pone en duda esta afirmación. Los dos descubren lo que parece ser una Casa Sector de Linterna Verde, que, según Boodikka, no está registrado. Después de entrar en el interior, descubrieron a los Linterna Verdes Horoq Nnot y Stel; el último le dice a John que debe huir del planeta inmediatamente. De repente, Boodikka se vuelve contra John y lo ataca; John se defiende, pero es rodeado por más Linternas Alfa rebeldes y es derrotado. Se reveló que los Linternas Alfa han comenzado una revuelta contra el resto del Cuerpo, y se han aliado con el Superman Cyborg (ahora con una batería de Linterna Alfa), tomando el control de Grenda para usar el planeta como su base oculta para convertir a los Linternas Verdes en Linternas Alfa. John Stewart es visto por última vez herido y sangrando, siendo tomado a Henshaw por Boodikka. Superman Cyborg entonces comienza la cirugía estética para convertir a John en otro Linterna Alfa.
Antes de iniciar la operación, sin embargo, Henshaw conecta el cerebro de Stewart a sus recuerdos con el fin de ver por qué se convirtió en un cyborg. También le revela a John, que, después de ser resucitado por los Manhunters después de la Guerra de los Sinestro Corps, regresó a la Tierra en mitad de la Blackest Night, y le rogó a los linternas negras (entre ellos se encuentran la antigua tripulación de su transbordador espacial) y Nekron para matarlo, sólo para descubrir que ya no tenía un corazón físico, era invisible para ellos. Enfadado por haber sido ignorado por la muerte misma, el Superman Cyborg se encontró con el extraño encapuchado misterioso que secuestró a las entidades del Espectro Emocional. Él lo convenció de que Ganthet tiene el poder y el conocimiento para convertir Linternas Alfa en seres normales de nuevo. John se da cuenta de que Henshaw organizó la revuelta de los Linternas Alfa con el único propósito de atraer a Ganthet al planeta Grenda y lo obligó a convertir a Henshaw en un ser mortal de nuevo. Kyle y Soranik irrumpieron en el laboratorio y logran rescatar a John, pero Ganthet es capturado. Se esconden en una cueva, donde John les informa sobre el verdadero plan del Superman Cyborg. También descubren a los desaparecidos habitantes robots del planeta, atrapados en las profundidades de la cueva por Henshaw. Montando una defensa, combaten contra Henshaw y sus fuerzas, destruyendo el cuerpo del cyborg. Henshaw salta en el cuerpo de Boodikka, pero su conciencia logra derrotar la suya, aparentemente destruyéndolo. John más tarde se une a Kyle Rayner y Ganthet en una misión en el universo anti-materia, con el fin de salvar a Soranik Natu.

### War of the Green Lanterns
A su regreso al universo de la materia, John y los otros se ven afectados por el regreso de Parallax a la Batería Central de Poder de Krona. Su experiencia previa con Parallax le permite a John, Kyle y Ganthet escapar de su control, pero se ven obligados a luchar contra sus compañeros Linternas Verdes. Afectados por los poderes de miedo de Parallax, John y Kyle se ven obligados a quitarse sus anillos y escapar bajotierra de Oa. Luego se encuentran con Guy y Hal, que tiene los anillos de los líderes de los otros cuerpos. John elige inicialmente el anillo naranja de Larfleeze, pero es convencido por Hal de usar el anillo de Indigo-1 en su lugar debido a los efectos debilitantes del anillo naranja en la psique del usuario. Cuando los Linternas Verdes corrompidos atacan, John tiene dificultad para canalizar los diversos poderes del cuerpo a través de su anillo. Las cosas empeoran cuando Mogo se une al ataque. Mientras Hal y Guy van a quitar a Parallax de la Batería Central de Poder, John y Kyle intentan liberar a Mogo del control de Krona. En el camino, John intenta detener el flujo de anillos contaminados enviados por Mogo, pero falla. Mientras él y Kyle se dirigen al núcleo de Mogo en su lugar, descubren energía residual de Linterna Negra alrededor. John absorbe la energía de Linterna Negra, junto con toda la energía de Linterna Verde, y a regañadientes la utiliza para destruir a Mogo, a sabiendas de que no tienen tiempo para curar a Mogo antes de que Krona la utiliza para "reclutar" una ola de refuerzo de Linterna Verdes. En las repercusiones, los dos se reagrupan con Hal, Guy y Ganthet, utilizando todo el poder del espectro emocional para abrir una grieta en la batería y liberar a Parallax. Con su trabajo hecho, los Linternas recuperan sus anillos verdes originales, en preparación para la confrontación final con Krona.
Tras la conclusión de la Guerra, John asiste a un nuevo Linterna Verde del Sector 282 "seleccionado" durante el período cuando Mogo estaba bajo el control de Krona en el ajuste al poder de su anillo a pesar de la posibilidad de que a ella no se le permitirá mantenerlo por ayudarla en detener una guerra que tiene lugar en su sector, el Linterna original de ese sector había muerto durante la guerra. Cuando John es capaz de ayudar a las dos partes a encontrar una solución pacífica a su conflicto, su nuevo estudiante refleja que, a pesar de la reputación de John después de destruir dos mundos, ahora sabe que nadie podía lamentar esa acción más que el mismo John.

### The New 52
Después de la expulsión de Hal y la partida de Kyle, John se une a Guy Gardner y otros a investigar los recientes ataques en un sector distante del espacio, que se revelan como el resultado de un viejo experimento de los Guardianes. En un momento, John se ve obligado a matar a Kirrt Kallak, otro linterna que estaba a punto de ceder a la tortura y revelar los códigos de acceso a la red de defensa oana. John es abordado por el Linterna Alfa para arrestarlo por ese asesinato. Él es encontrado culpable de este crimen y condenado a muerte. Sin embargo, Guy Gardner y otros compañeros Linternas lo liberan antes de la ejecución, lo que resulta en la destrucción de los Linternas Alfa cuando los Linternas Verdes se niegan a permitir que John sea ejecutado. Durante los combates, los Linternas Alfa (que le revelan al lector que los Guardianes crearon estos eventos como parte de sus planes para destruir el Cuerpo) se dan cuenta de que todos los Linternas Alfa se habían vuelto peligrosamente inestables mentalmente. El Linterna Alfa Varix causó una reacción en el que murieron todos los Linternas Alfa, incluido él mismo.
Durante la historia "Auge del Tercer Ejército", los Guardianes contactan a John y declara que los restos de Mogo parecen estar en movimiento. Los Guardianes han llegado a la conclusión de que Mogo está tratando de reformarse y le asignan a John rastrearlo. Mientras rastrea el destino del fragmento Mogo, es descubierto por Fatality, que está buscando un amor desgarrado en peligro. Después de que encuentran las piezas de Mogo, John se da cuenta de que los Guardianes quieren usar a Mogo. Después de que el primer Linterna villano es destruido y los Guardianes sin emociones son exterminados por Sinestro, John comienza una relación con Fatality entre Mogo.
Después de la invasión de los Durlans, John descubrió que un Durlan personificó a Fatality deliciosamente a lo largo de los meses. John derrota al impostor y jura buscar a la verdadera Fatality. Cuando John la localiza y se reúne con ella en el planeta prisión Durlan, pero Fatality lo ataca. Ella le reveló que los Zamarons le habían influido para convertirse en un Zafiro Estelar, obligándola a amarlo cuando en realidad lo odiaba. Después de que John se niega a luchar, Fatality se va, diciéndole a John que él y los Zafiros Estelares son sus enemigos dejando triste a John.

## Características físicas
John Stewart es representado como un hombre alto, fuerte y con una apariencia imponente que refleja su disciplina militar, su compromiso con la justicia y su capacidad para liderar. Estas características físicas varían ligeramente en diferentes representaciones de cómics y adaptaciones, pero mantienen una imagen coherente de un héroe fuerte y resuelto.
- Estatura: Aproximadamente 1,93 m.
- Complexión: John tiene una complexión muscular y atlética, resultado de su entrenamiento como ex-marine y su activa vida como superhéroe.
- Cabello: Su cabello es corto y de color negro, con una textura rizada en muchas de sus representaciones.
- Ojos: Tiene ojos de color verde, que resplandecen en algunas versiones debido a su conexión con el poder del anillo de Green Lantern.
- Rostro: Su rostro es generalmente anguloso, con una mandíbula definida que resalta su aire serio y decidido.

## Poderes y habilidades
- El anillo de poder de John Stewart le proporciona las habilidades de todos los demás Linternas Verdes; estas habilidades incluyen vuelo e invulnerabilidad limitada.
- Al igual que con todos los demás Linternas Verdes, el anillo es un arma de la mente y alimentado por la voluntad, por lo tanto, sólo se limita a la imaginación del usuario.
- Stewart fue enseñado brevemente por Ganthet sobre cómo redirigir su mente para pensar en el "lenguaje de las esferas" del primer idioma del universo para evadir la detección telepática de Fernus, la identidad de Marciano Ardiente del Detective Marciano; aunque la intensidad de este método significaba que John no podía utilizarlo durante más de un minuto sin incinerar su mente, nunca se ha especificado si esto significa que no puede utilizar de nuevo o si podía usarla en alguna fecha futura si ha transcurrido suficiente tiempo desde su último uso.
- Como todos los Linternas Verdes, la personalidad de Stewart afecta las creaciones de su anillo, dándoles una calidad sólida y arquitectónica. En Green Lantern: Rebirth, Hal Jordan señala que "todo lo que John construye es sólido". También remarcó que Stewart es el mejor aviador en el Cuerpo.
- En Green Lantern (vol. 4) #26, se demostró que la fuerza de voluntad de John excede el límite de su anillo (cuando trató de recrear un planeta desde cero), una hazaña que no se había representado antes de este punto.
- John ha servido en las fuerzas militares de la Marina de los Estados Unidos y es un experto francotirador.
- Cuando utiliza temporalmente el anillo de Indigo-1 como un miembro de la Tribu Índigo, John era capaz de acceder a los poderes de todos los anillos del Cuerpo de la Linterna en su vecindad, llegando incluso a aprovechar el poder del Cuerpo de la Linterna Negra aprovechando la energía residual de la Linterna Negra alrededor del núcleo de Mogo. John no se mostró afectado significativamente por las habilidades que alteran la mente del anillo índigo, aunque esto podría ser porque él ya era capaz de sentir compasión.

Además de sus poderes obvios como una linterna, John ha comenzado recientemente a demostrar la habilidad de matar cuando está seguro de que la situación lo requiere, destruyendo a Mogo con el fin de salvar el universo del ejército de los Linternas Verdes controlados por Krona que Mogo habría creado y después de matar a un compañero Linterna que estaba a punto de ceder a la tortura y revelar información vital para sus enemigos.

## Otras versiones

### Superman: Red Son
Él es un miembro del Cuerpo de Marines de Linterna Verde en Superman: Red Son.

### Justice
Apareció como un Linterna Verde de reserva en Justice.

### Anti-Matter Universe
John, conocido ahora como Anillo de Poder, aparece siendo un miembro del Sindicato del Crimen del universo anti-materia que intenta secuestrar a Chica Poder en JSA: Classified.

### Flashpoint
En el universo Flashpoint, John Stewart fue miembro del Equipo 7, una unidad de élite de soldados liderados por Grifter. John y la mayoría de sus compañeros murieron finalmente en un ataque fallido en un campo de entrenamiento yihadista.

### Justice League Beyond
Los últimos años de la versión animada de John Stewart se detallan en una historia retrospectiva en Justice League Beyond. Se revela que en algún momento después de los sucesos del final de la serie de JLU , Vixen fue asesinada por un Ladrón de Sombras vengativo en la noche que planeaba proponerle matrimonio, lo que obligó a John a asociarse con Chica Halcón y Adam Strange con el fin de llevarlo ante la justicia. John acabó matando a Ladrón de Sombras por una herida de bala en el cráneo, por lo que se vio obligado a dimitir del Cuerpo de Linterna Verde (con su anillo pasando después a un adolescente chino llamado Kai-Ro décadas más tarde). Después de retirarse de la Liga de la Justicia, terminó casándose con Shayera y juntos tuvieron un hijo, Warhawk.

### Libro de Oa
En un futuro lejano, el Libro de Oa muestra que John un día se convertirá en senador de Estados Unidos y se casará con Fatality.

### Smallville Season Eleven
En la continuación del cómic de la serie de televisión  Smallville , Stewart es miembro del Cuerpo de Linterna Verde que trabaja como detective de la policía del NYPD en su identidad civil. Él ayuda a entrenar a Clark Kent en el uso de su anillo de poder, y más tarde se alía con el héroe para derrotar a Parallax.

## En otros medios

### Televisión
- Stewart es uno de los miembros fundadores de la Liga de la Justicia, como se ve en la serie animada del mismo nombre y su posterior Liga de la Justicia Ilimitada. Él recibía voz de Phil LaMarr. Su caracterización inicialmente difería de la versión del cómic al ser un ex Marine de Estados Unidos y no revelarse explícitamente que estudió arquitectura. Desde entonces la versión del cómic se ha actualizado para reflejar estos cambios. En un desarrollo no visto en ninguna otra versión del mito de Linterna Verde, los ojos de Stewart se iluminan en verde como un efecto secundario de sus quince años de exposición a la radiación del anillo de poder; el brillo se desvanece cuando el anillo se queda sin energía o si se separa físicamente del anillo. Bruce Timm dijo que esto se hizo para darle a la cara de Stewart un aspecto más visualmente interesante, ya que decidieron seguir con la tradición del cómic de representar a Stewart sin máscara. Por muchas cuentas, el anillo es también eficaz contra el amarillo, contradiciendo una debilidad de vejez del Cuerpo de la Linterna. Esto está en continuidad con la aparición temprana de Kyle Rayner en Superman: la serie animada. Ha habido algunos casos en el show de algo amarillo contrarrestando de alguna manera la energía de la linterna, incluyendo a Jello en un caso humorístico, pero nunca se muestra explícitamente que tiene la misma debilidad de los cómics. Tener dos protagonistas con nombres similares (John y J'onn) puede conducir a una confusión menor (Flash a veces colectivamente se refiere a ellos como los dos Johns); el subtitulado de algunos episodios escribe mal el nombre de John como J'onn y viceversa.
 En la continuidad JL, Stewart comienza a desarrollar una relación íntima con Shayera Hol, y sus sentimientos por el otro persisten incluso después de los eventos del triple episodio "Starcrossed", y poco a poco están siendo reconstruidos en el transcurso de la serie Liga de la Justicia Ilimitada (a pesar de que Stewart en ese momento entró en una relación con Vixen), el resultado de lo cual es su hijo, el superhéroe futuro Warhawk. En Liga de la Justicia Ilimitada, su aspecto es ajustado ligeramente mientras muestra una cabeza calva y una barba de perilla. Stewart mantiene gran parte de la actitud de un soldado en su vida personal, siendo austero y sensato, que se compensa en cierta medida por su relación con Flash, con el que es muy cercano a pesar de sus personalidades radicalmente diferentes. Él es también un amigo cercano de su ex camarada del C.M.E.U. Rex Mason. Como una faceta humorística, Stewart también revela ser un fuerte fan de la película clásica infantil Fiel amigo.

- Phil LaMarr repitió su papel de Stewart en Static Shock episodio "Una liga para ellos". Él y la Liga de la Justicia llaman a Static y Gear con el fin de ayudar a combatir a Brainiac. En "Héroe caído", Stewart ataca a Dakota. Resulta que Sinestro orquestó un evento que resultó en Sinestro robando una fuente de batería de Stewart. Una vez que se enteró, Static ayuda a Stewart a derrotar a Sinestro y recuperar su fuente de batería.

- Stewart aparece en la serie animada Young Justice con la voz de Kevin Michael Richardson. Él aparece como un miembro de la Liga de la Justicia.[54] En el episodio piloto de una hora, "Día de la Independencia", John aparece trabajando con Hal Jordan para contener a Blockbuster después de haber sido derrotado por Aqualad, Superboy, Robin y Kid Flash, así como llevar a los mentores no voladores Aquaman, Batman y Canario Negro. En el episodio "Macho Alfa", John se muestra ayudando a reconstruir el Monte Justicia después de ser atacado por Torpedo Rojo e Infierno Rojo. En el episodio "A prueba de fallos", un ejercicio de entrenamiento mental llevado a cabo por el Detective Marciano, un John ilusorio y Hal son aparentemente vaporizados por alienígenas invasores. En el episodio "Agendas", John y Hal son convocados de los nuevos miembros de la Liga de la Justicia; él y Hal rechazan inmediatamente la idea de añadir a Guy Gardner para la Liga. John es uno de los miembros de la Liga con el cerebro lavado por Vándalo Salvaje en "Sospechosos habituales" y "Viejos conocidos". En "Enajenado", como resultado de sus acciones, él y otros miembros de la Liga de la Justicia se ven obligados a abandonar la Tierra y ser juzgados por acciones hostiles contra planetas alienígenas que han cometido mientras estaba bajo el control de Vándalo.

- Stewart es referenciado en Linterna Verde: La Serie Animada episodio "Ranx". Es mencionado por Guy Gardner como el nuevo Linterna Verde del Sector 2814 después de que Gardner es ascendido a guardia de honor. Hal Jordan pregunta quién es el nuevo Linterna Verde y Guy menciona que su nombre es John Stewart. Hal responde "¿El de las noticias falsas?" en referencia al anfitrión de The Daily Show, Jon Stewart.

- John Stewart hace un cameo en los episodios de Teen Titans Go!, episodios "Real Boy Adventures" y "Orangins", y se muestra como uno de los miembros de la Liga de la Justicia capturado por Darkseid en el episodio "Two Parter".

- En el episodio de Arrow, Elseworlds, el Barry Allen de Tierra-90 indica que en su Tierra John Diggle es el Green Lantern. Este es un guiño a las discusiones anteriores entre bastidores sobre la posibilidad de convertir a Diggle en John Stewart.[55] Otro guiño tiene lugar en el episodio de la séptima temporada "Spartan", donde el padrastro de Diggle se llama Roy Stewart (interpretado por Ernie Hudson).[56] Al final del episodio final de la serie, "Fadeout", un objeto cae del cielo. Cuando Diggle va a abrir la caja, el elemento del interior no se muestra a la audiencia, sino que se ilumina en verde, lo que permite que la audiencia asuma que es un anillo de poder.

- John Stewart aparece en los episodios de Harley Quinn, "Devil's Snare" y "A Fight Worth Fighting For" como miembro de la Liga de la Justicia.[57]

### Películas
En febrero de 2007 se anunció que Warner Bros contrató al dúo de marido y mujer Michele y Kieran Mulroney para escribir el guion de una película de la Liga de la Justicia. George Miller firmó para dirigir en septiembre de 2007. titulada Liga de la Justicia Mortal, el guion presentaba al personaje de John Stewart como Linterna Verde, que fue ofrecido originalmente a Columbus Short. El rapero Common fue finalmente elegido para el papel, pero la película se retrasó con la huelga del Gremio de Escritores y la Comisión de Cine Australiano negándose a filmar por desacuerdos de incentivos fiscales. Liga de la Justicia Mortal casi entró en producción pero fue cancelada. Posteriormente Warner Bros decidió producir Green Lantern (2011) pero con Hal Jordan en lugar de John Stewart. Nick Jones se rumoreaba que tendría un cameo como John; sin embargo, la película no menciona a Stewart en ningún punto.

### Universo Extendido de DC
- - En la escena final de Zack Snyder's Justice League (2021) aparece Martian Manhunter en lugar de John Stewart que habría sido interpretado por Wayne T. Carr.
  - John Stewart habría aparecido en la cancelada Green Lantern Corps (2020), película que puede ser retomada en algún futuro.

### Videojuegos
- John Stewart es un personaje destacado en el videojuego Justice League Heroes, con la voz de Michael Jai White.

- John Stewart también aparece en Justice League: Injustice for All y Justice League: Chronicles.

- John Stewart aparece en  DC Universe Online , primero con la voz de Ken Thomas y ahora de George Washington III como un personaje no jugable. En la historia del personaje héroe está en Metropolis, investigando un fenómeno raro que ha causado que los anillos de Linterna Verde y los anillos de los Sinestro Corps funcionen mal. El jugador se unirá a John en una pelea contra Sinestro si el jugador ha elegido un héroe, o se une a Sinestro para derrotar a John si el jugador ha elegido un villano. Puede, sin embargo, ser utilizado en las Partidas de Leyendas uno contra uno, donde los jugadores pueden utilizar un héroe o villano para partidas cortas 2x2, 4x4, 5x5 u 8x8. Mientras usa a John, el jugador usa un rifle para luchar, y utiliza los poderes basados en construcciones ligeras duras, como crear un gran bate de béisbol para golpear a los jugadores enemigos, una esfera de luz verde para protegerlo de daños, o armas para llover fuego sobre los jugadores enemigos.

- John Stewart aparece como un traje alternativo descargable para Hal Jordan en Injustice: Gods Among Us . Phil LaMarr repite su papel.

- John Stewart aparece en Young Justice: Legacy como un personaje secundario no jugable.

- John Stewart aparece como un personaje jugable en Lego Batman 3: Beyond Gotham, con la voz de Ike Amadi.

- John Stewart aparecerá en el videojuego Suicide Squad: Kill the Justice League

### Otras apariciones
- Stewart fue interpretado por Tim Meadows, con su traje de Green Lantern: Mosaic, en Saturday Night Live inspirado en la entonces reciente historia La muerte de Superman.
- Stewart aparece (junto al Cuerpo de Linterna Verde) en un cameo no hablado en Duck Dodgers episodio "The Green Loontern".

## Recepción
IGN clasificó a John Stewart como el 55.ª mayor héroe de cómics de todos los tiempos, describiéndolo como uno de los primeros héroes afroamericanos dominantes en las páginas de DC Comics; IGN también declaró que John Stewart ha pasado de "semi-oscuridad a la corriente principal al reconocimiento absoluto" gracias a su papel protagonista en la aclamada caricatura de la Liga de la Justicia.